# Ширине
Ширине су насељено место у Барањи, општина Петловац, Република Хрватска.

## Становништво
Насеље је према попису становништва из 2011. године имало 58 становника.
| Националност       | 1991.       | 1981. | 1971. |
| Хрвати             | 70 (41,17%) |       |       |
| Мађари             | 20 (11,76%) |       |       |
| Срби               | 18 (10,58%) |       |       |
| остали и непознато | 62 (36,47%) |       |       |
| Укупно             | 170         |       |       |